# Ángela Zago
Ángela de los Milagros Zago de Palma (Caracas, 19 de abril de 1944) es una exguerrillera, periodista y escritora venezolana. Se desempeñó como miembro de la Asamblea Nacional Constituyente de Venezuela de 1999.

## Carrera
Durante la década de los 60, Ángela Zago participó en el movimiento guerrillero venezolano de la época. Ángela fue electa como diputada Asamblea Nacional Constituyente de 1999 por el Movimiento V República (MVR), donde sirvió como miembro de la Comisión de Seguridad y Defensa.
En su trayectoria literaria, Zago publicó en 1972 el libro Aquí no ha pasado nada, en el que describe su papel como guerrillera. La obra ha sido traducida y reeditada varias veces. En 1989 publicó Existe la vida, en 1997 Sobreviví a mi madre, y en 1998 La rebelión de los ángeles.

## Vida personal
Zago inicialmente admiró al chavismo antes de su llegada al poder, publicando el libro «La rebelión de los ángeles» en referencia al primer intento de golpe de Estado de Venezuela de 1992, posteriormente adoptó una postura crítica frente a este. Esto incluyó las acciones de Hugo Chávez durante los sucesos del 11 de abril de 2002, como la activación del plan Ávila. Ángela está casada con el también periodista Napoleón Bravo.

## Obras
- «Aquí no ha pasado nada» (1972)
- «Existe la vida» (1989)
- «Sobreviví a mi madre» (1997)
- «La rebelión de los ángeles» (1998)